# Dalniewostocznoje
Dalniewostocznoje (ros. Дальневосточное) – wieś w Rosji, w obwodzie amurskim, w rejonie romnieńskim. W 2010 liczyła 326 mieszkańców.